# Kevin Rodríguez
Kevin José Rodríguez Cortez (Ibarra, 2000. március 4. –) ecuadori válogatott labdarúgó, az Independiente csatárja.

## Pályafutása

### Klubcsapatokban
Rodríguez az ecuadori Ibarra városában született. Az ifjúsági pályafutását az Imbabura akadémiájánál kezdte.
2018-ban mutatkozott be az Imbabura másodosztályban szereplő felnőtt keretében. 2023. január 3-án az első osztályú Independiente szerződtette.

### A válogatottban
2022-ben debütált az ecuadori válogatottban. Először a 2022. november 12-ei, Irak ellen 0–0-ás döntetlennel zárult mérkőzés 63. percében, José Cifuentest váltva lépett pályára. 2022-ben tagja volt a katari világbajnokságra küldött nemzeti keretnek.

## Statisztika
2023. június 17. szerint
| Klub          | Szezon   | Osztály  | Bajnokság | Bajnokság | Kupa  | Kupa | Nemzetközi | Nemzetközi | Összesen | Összesen |
| Klub          | Szezon   | Osztály  | Meccs     | Gól       | Meccs | Gól  | Meccs      | Gól        | Meccs    | Gól      |
| ------------- | -------- | -------- | --------- | --------- | ----- | ---- | ---------- | ---------- | -------- | -------- |
| Independiente | 2023     | Serie A  | 12        | 3         | 1     | 0    | 5          | 0          | 18       | 3        |
| Összesen      | Összesen | Összesen | 12        | 3         | 1     | 0    | 5          | 0          | 18       | 3        |

### A válogatottban
| Válogatott | Év       | Pályára lépés | Gól |
| ---------- | -------- | ------------- | --- |
| Ecuador    | 2022     | 3             | 0   |
| Ecuador    | 2023     | 2             | 0   |
| Összesen   | Összesen | 5             | 0   |